# St. Olaf (Iowa)
St. Olaf – miasto w Stanach Zjednoczonych, w stanie Iowa, w hrabstwie Clayton. W 2000 liczyło 2273 mieszkańców.